# Palluel
Palluel é uma comuna francesa na região administrativa de Altos da França, no departamento de Pas-de-Calais. Estende-se por uma área de 2.77 km². Em 2010 a comuna tinha 573 habitantes (densidade: 206,9 hab./km²).